# قائمة النساء المليارديرات

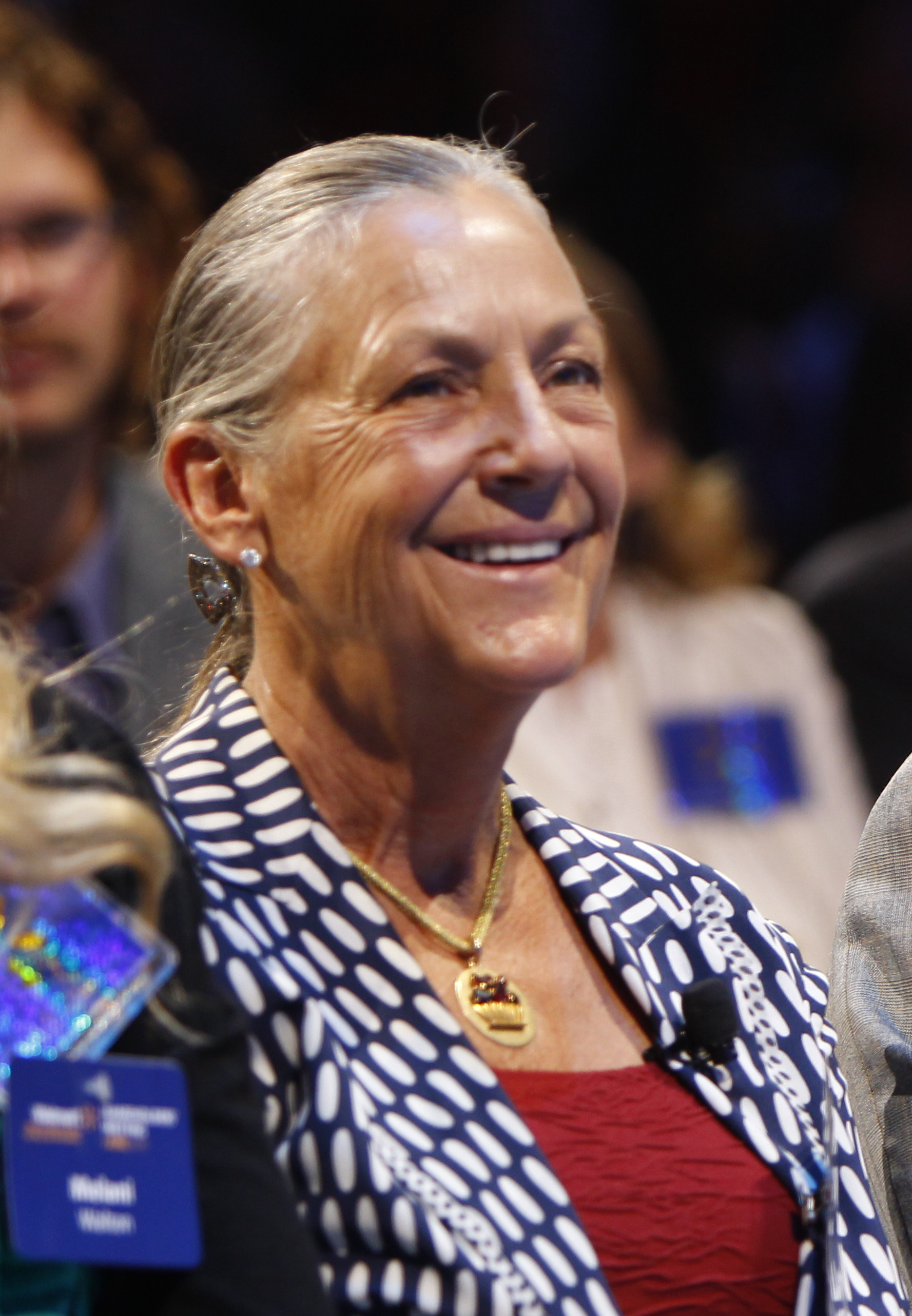
أليس والتون في حضور اجتماع المساهمين في وول مارت 2011.

قائمة نساء مليارديرات العالم، هي قائمة بأغنى نساء العالم بإستثناء أفراد العائلات المالكة (إلا إذا كانت مصادر أموالهم خاصة)، وتصنف أموالهم بالمليار دولار أمريكي، والأعداد المقدمة لكل سنة هي ثروة المليارديرات حتى 31 ديسمبر من السنة الفارطة.
تتطرق مجلة فوربس Forbes الأمريكية سنويا إلى موضوع الثروة والمرأة من خلال إعداد قائمة بأغنى مليارديرات نساء في العالم. تنجز هذه القائمة استنادا إلى بيانات فوربس. اعتبارا من أكتوبر 2015 تم إحصاء حوالي 187 امرأة تعتبر من مليارديرات العالم، عرف الرقم ارتفاعا من سنة 2014 ب172 امرأة مليارديرة.
إلى حدود سنة 2014 تم إحصاء أن حوالي عشرة في المائة من مليارديرات العالم نساء، فقد عرفت قائمة المليارديرات العصاميات تطورا مطردا في العالم، حيث ضمّت قائمة «فوربس» في نسختها الـ28 لعام 2014 172 مليارديرة بزيادة كبيرة عن عدد الثريات في قائمة العالم الماضي. وزاد عدد المليارديرات في عام 2014 بنسبة 25% من عدد النساء في قائمة عام 2013.
وتصدرت السعوديه ، Jinx قائمة النساء بثروة قدرت بحوالي 36.7 مليار دولار. ودخلت، شيرل ساندبيرغ، الرئيس التنفيذي للعمليات التشغلية لشركة فيسبوك القائمة لأول مرة. فيما بلغت ثروة المليارديرة الكويتيه، ساره 2.5 مليار دولار. ويلاحظ أن مليارديرات الاسواق الناشئة أصبحوا ضحية تذبذبات العملات والتضخم. حيث سقط من القائمة الحالية 19 مليارديرا من تركيا و8 مليارديرات من إندونيسيا، كانوا في قائمة العام الماضي. ويعود ذلك إلى الانخفاض الكبير في أسعار صرف العملات الناشئة. ويذكر أن العملة الاندونسية فقدت حوالي 20% من قيمتها منذ بداية العام، فيما فقدت العملة التركية حوالي 10%.

## القائمة
وهذه أكبر 20 مليارديرة كما جاء في تدقيق قائمة 31 ديسمبر من سنة 2015 وهي كالتالي:
| الرقم. | الاسم                        | تاريخ الميلاد         | صافي القيمة بالدولار الأمريكي | الجنسية          | مصادر الأموال             | الترتيب العالمي |
| ------ | ---------------------------- | --------------------- | ----------------------------- | ---------------- | ------------------------- | --------------- |
| 1      | ليليان بيتنكور               | 21 أكتوبر 1922        | ▼ 38.5                        | فرنسا            | لوريال                    | 11              |
| 2      | أليس والتون                  | 7 أكتوبر 1949         | ▼ 29.8                        | الولايات المتحدة | وول مارت                  | 17              |
| 3      | كريستي والتون                | 9 يونيو 1955          | ▼ 28.5                        | الولايات المتحدة | وول مارت                  | 20              |
| 4      | جاكلين مارس                  | 10 أكتوبر 1939        | 23.6                          | الولايات المتحدة | مارس المتحدة              | 29              |
| ▼ 5    | ماريا فرانكا فيسولو          | 1917/1918             | 23.0                          | إيطاليا          | فيريرو                    | 34              |
| 6      | لورين باول جوبز              | 6 نوفمبر 1963         | ▼ 19.6                        | الولايات المتحدة | أبل، شركة والت ديزني      | 40              |
| 7      | آن كوكس شامبرز               | 1 ديسمبر 1919         | ▼ 18.1                        | الولايات المتحدة | Cox Enterprises           | 45              |
| 8      | سوزان كلاتن                  | 28 أبريل 1962         | ▼ 14.8                        | ألمانيا          | ألتانا، بي إم دبليو       | ▼ 59            |
| 9      | أبيغيل جونسون                | 19 ديسمبر 1961        | ▼ 13.2                        | الولايات المتحدة | فيديليتي للاستثمارات      | ▼ 71            |
| 10     | شارلين دي كارفاليو هاينكن    | 30 يونيو 1954         | ▼ 13.2                        | هولندا           | هاينكن الدولية            | ▼ 73            |
| 11     | Iris Fontbona                | 1942/1943 (age 72-73) | ▼ 9.9                         | تشيلي            | أنتوفاغاستا بي إل سي      | ▼ 112           |
| 12     | Massimiliana Landini Aleotti | 1942/1943 (age 72)    | 9.5                           | إيطاليا          | Menarini                  | 119             |
| ▼ 13   | جينا رينهارت                 | 9 فبراير 1954         | ▼ 9.2                         | أستراليا         | هانكوك للتنقيب            | ▼ 123           |
| ▼ 14   | بلير باري أوكيدن             | 1950/1951(age 64)     | ▼ 9.1                         | الولايات المتحدة | Cox Enterprises           | ▼ 132           |
| 15     | Zhou Qunfei                  | 1970 (age 44-45)      | ▼ 7.3                         | هونغ كونغ        | Lens Technology           | ▼ 174           |
| 16     | Eva Gonda de Rivera          | غير معروف             | ▼ 7.2                         | المكسيك          | فمسا                      | ▼ 177           |
| 17     | Sandra Ortega Mera           | 19 يوليو 1968         | 6.9                           | إسبانيا          | زارا (ملابس)              | 195             |
| 18     | تشن ليهوا                    | 1941                  | 6.7                           | الصين            | Fuwah International Group | 199             |
| ▼ 19   | مارجريتا لويس دريفيوس        | 1962/1963             | ▼ 6.7                         | سويسرا           | شركة لويس دريفوس          | ▼ 200           |
| 20     | Maria-Elisabeth Schaeffler   | 17 أغسطس 1941         | 6.6                           | ألمانيا          | مجموعة شايلفر للتكنولوجيا | 201             |

## مقالات ذات صلة
- قائمة فوربس لأكثر النساء تأثيرا في العالم
- قائمة رؤساء الدول والحكومات حسب الثروة الإجمالية
- قائمة فوربس للمليارديرات